# Грей, Камилла
Ками́лла Грей (англ. Camilla Gray; 17 мая 1936, Лондон — 17 декабря 1971, Сухуми) — британский искусствовед, историк искусства; исследовательница русского авангарда. Автор одной из первых на Западе книг о русском авангарде «Великий эксперимент: Русское искусство 1863—1922» (The Great Experiment: Russian Art 1863—1922, 1962), которая вернула полузабытый русский авангард в англоязычный и мировой искусствоведческий оборот. Вторая жена художника и поэта Олега Прокофьева.

## Биография
Камилла Грей родилась 17 мая 1936 года в Лондоне в семье искусствоведа, специалиста по восточному искусству Бэзила Грея и медиевистки Николет Грей. У Камиллы было два брата и две сестры. Семья жила в доме при Британском музее, сотрудником которого, а затем хранителем отдела Востока был отец Камиллы. В круг общения семьи входили многие художники, а в собственности родителей оказалась большая коллекция, главным образом современного искусства, оставленная им в наследство подругой матери Хелен Сазерленд.
Камилла получила традиционное католическое воспитание и мечтала стать балериной. Увидев выставку Сергея Дягилева, устроенную известным историком балета Ричардом Баклом, в начале 1955 года восемнадцатилетняя Камилла отправилась в Москву с целью поступления в хореографическое училище при Большом театре. Она была в числе очень немногих иностранцев, осмеливавшихся в то время приезжать в СССР. Балетная карьера не задалась, Грей вернулась в Англию, но увлеклась современной русской культурой и искусством. В 1958—1959 годах появились её первые публикации о Казимире Малевиче и Эль Лисицком.
По воспоминаниям советского художника-нонконформиста Евгения Измайлова, у Камиллы Грей были какие-то греческие корни, и каждому новому знакомому в СССР она сообщала: «Я не англичонка, я гречонка». Измайлов писал о Грей, что «… русского юмора она не понимала, поэтому на подтрунивание русских друзей о том, что на Британских островах скоро возникнет Британская Социалистическая Республика, эмоционально и несколько пафосно отвечала: „Нет, этого не будет никогда!“»

Обложка первого издания книги «Великий эксперимент: Русское искусство 1863—1922». 1962

В течение четырёх лет двадцатилетняя девушка без историко-художественного образования работала над книгой о русском авангарде. При поддержке Альфреда Барра, одного из немногих в то время специалистов по русскому модернизму на Западе, Грей провела необходимые исследования в Париже и США, а в 1960 году, уже с исследовательскими целями, вновь посетила СССР. В работе над книгой её консультировали как ещё жившие носители искусства первой трети XX века — Михаил Ларионов, Наталья Гончарова, Давид Бурлюк, Юрий Анненков, Наум Габо, Антуан Певзнер, Павел Мансуров, Бертольд Любеткин, Ханс Арп, Соня Делоне, Александр Бенуа, Сергей Маковский, так и крупнейшие учёные и коллекционеры того времени — Николай Харджиев, Михаил Алпатов, Дмитрий Сарабьянов, Георгий Костаки. Всем им и многим другим, кто помогал ей при написании книги, Камилла Грей выразила признательность в предисловии. Посвящена же монография была Николет Грей — «Моей матери, которой эта книга обязана своим вдохновением и реализацией».
Появлению в 1962 году книги «Великий эксперимент: Русское искусство 1863—1922» способствовало, по мнению Робина Милнера-Галланда, несколько обстоятельств: «исключительная личность» и «безграничный энтузиазм» Камиллы Грей, благодаря которым она «смогла добыть невероятное количество сведений и найти им достойное применение», владение Камиллой Грей несколькими иностранными языками и «относительно спокойная атмосфера „оттепели“ в СССР». Автору вышедшего в Нью-Йорке труда, так никогда и не получившей высшего образования, на момент его издания было двадцать шесть лет.
В продолжение «Великого эксперимента» Камилла Грей собиралась писать о советском конструктивизме 1920-х годов. Для этого исследования ей была предложена стипендия Leverhulme Trust, но она не смогла воспользоваться грантом из-за отсутствия высшего образования. Тем не менее, в 1962—1969 годах она продолжала работать над статьями о русском авангарде и посещать выставки.
Во время работы над книгой в начале 1960-х годов Камилла Грей познакомилась в Москве с художником Олегом Прокофьевым — сыном композитора Сергея Прокофьева от первого брака с испанкой Каролиной Кодина-Любера (Линой Ивановной Прокофьевой). В 1963 году они решили пожениться, но власти СССР около семи лет препятствовали их браку, не давая Грей въездную визу и не разрешая Прокофьеву покидать страну. В 1969 году разрешение на приезд Камиллы Грей в Москву было, наконец, получено — по слухам, в обмен на двух советских разведчиков, провалившихся в Великобритании. Для Олега Прокофьева это был второй брак — от первого с писательницей Софьей Прокофьевой (урождённой Фейнберг, р. 1928) у него был сын Сергей (1954—2014).
Женившись, семейная пара поселилась в построенном советским военачальником Иваном Смородиновым для себя доме, часть которого была продана его вдовой после его смерти в 1953 году советскому государственному деятелю Леониду Мельникову, а уже Мельников продал свою часть дома в 1960-х годах Олегу Прокофьеву. В 1970 году в семье родилась дочь Анастасия.
Во время второй беременности отдыхавшая в Сухуми Камилла Грей заразилась гепатитом и умерла там же 17 декабря 1971 года в возрасте тридцати пяти лет. Сопровождавший тело покойной жены в Великобританию Прокофьев воспользовался этой поездкой как возможностью эмигрировать из СССР. В Англии Олег Прокофьев женился в третий раз.

### Семья

Бэзил Грей — отец

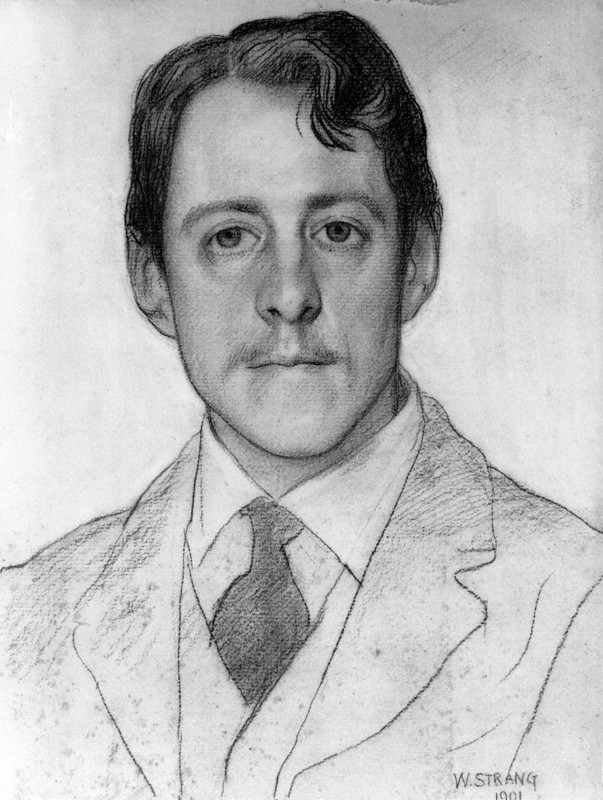
Лоренс Биньон — дед по матери

- Дед по матери — Лоренс Биньон[англ.] (1869—1943), британский поэт, искусствовед[1]. Всю жизнь работал в Британском музее, где занимался исследованиями в области голландского, британского и азиатского искусства. Автор культового стихотворения «Павшим[англ.]» (1914), пророчески посвящённого будущим большим человеческим жертвам Великобритании в Первой мировой войне.
- Родители:
  - Отец — Бэзил Грей[англ.] (1904—1989), британский искусствовед, специалист по восточному искусству. После археологических работ в Константинополе стал сотрудником Британского музея, затем хранителем отдела Востока[1].
  - Мать — Николет Грей[англ.] (урождённая Биньон, 1911—1997), британская медиевистка[1].
- Муж (с 1969) — Олег Сергеевич Прокофьев (1928—1998), советский и британский художник, скульптор; русский поэт[1].
  - Дочь — Анастасия Олеговна Прокофьева (р. 1970)[1].

## «Великий эксперимент: Русское искусство 1863—1922»
Камилла Грей — автор одной из первых на Западе книг об истории и значении русского авангарда «Великий эксперимент: Русское искусство 1863—1922» (The Great Experiment: Russian Art 1863—1922, 1962). До выхода «Великого эксперимента» русский авангард был почти неизвестен в мире. В 1971 году книга была переиздана в Нью-Йорке в меньшем формате под названием «Русский эксперимент в искусстве 1863—1922» (The Russian Experiment in Art 1863—1922); в 1986 году в Лондоне под тем же названием вышло переработанное и расширенное издание, подготовленное Мэриан Бурлейн-Монтли. По мнению ровесника Грей, британского литературоведа и исследователя русского авангарда Робина Милнера-Галланда, эта работа не утратила своей ценности до сегодняшнего дня.
По свидетельству искусствоведа и арт-критика Валентина Дьяконова, благодаря «Великому эксперименту» «проекты и прозрения конструктивистов и супрематистов триумфально вернулись на Запад и оказали невероятное влияние на англоговорящий мир в целом». «…Её [Камиллы Грей] исследование произвело эффект разорвавшейся бомбы: оказалось, что самые радикальные направления в искусстве XX века возникли в России накануне революции», — писала о книге арт-критик Ирэн Кукота.
Как признавалась сама Камилла Грей, больше всего в истории русского авангарда её волновала драма противостояния между Казимиром Малевичем и Владимиром Татлиным, супрематизмом и конструктивизмом, и этот несколько упрощённый подход нашёл своё отражение в книге. Вероятно, по этой же причине Грей не смогла оценить по достоинству Павла Филонова. Выстроенное хронологически повествование (при неизбежных ошибках первого исследования) и интересные детали, по замечанию Робина Милнера-Галланда, оказывают на читателей книги значительно большее воздействие, чем анализ.